# Данилевич, Василий Ефимович
Василий Ефимович Данилевич (1872—1936) — русско-украинский историк и археолог. Профессор Киевского, Харьковского университетов.
Член Императорского Московского археологического общества. Участник ряда Археологических съездов ИМАО, где выступал с докладами по истории Руси-России («Монетные клады Киевской губернии до первой четверти XV в.», IX съезд; «По поводу одного погребения, вырезанного с землёю», XII съезд и др.). Автор книги «Русские древности» (1908; 2-е изд.: 1914), где древняя история рассматривается на археологическом материале, что стало новым словом в науке того времени.

## Биография
В. Е. Данилевич родился в Курске. Окончил 4-ю Киевскую гимназию.
В 1891 году поступил на историко-филологический факультет Императорского университета Св. Владимира, который окончил в 1896 году. Ещё будучи студентом, специализировался на русской истории под руководством профессора В. Б. Антоновича. Курсовое сочинения В. Е. Данилевича «Очерк истории Полоцкой земли до конца XIV столетия» было удостоено медали и выпущено в университетской типографии отдельным изданием (Киев, 1896).
После окончания университета недолго работал преподавателем Бакинского реального училища. В последующие несколько лет жил и работал в разных городах.
В 1897—1900 — учитель Юрьевского реального училища (г. Юрьев Лифляндской губернии; совр. г. Тарту), где опубликовал свою следующую работу «Пути сообщения Полоцкой земли до конца XIV столетия» (Юрьев, 1898).
В 1901 году преподавал в Ревельской Александровской гимназии (г. Ревель Эстляндской губернии; совр. г. Таллин). Летом того же года переехал в Харьков, где готовился к сдаче магистерских экзаменов, сдав их в 1902. Со следующего, 1903 года приступил к чтению лекций и ведению семинаров в Харьковском университете в качестве приват-доцента кафедры русской истории, одновременно преподавая в харьковских гимназиях.
В 1907 году перешёл в Киевский университет, заняв вакантное после кончины профессора П. В. Голубовского (1857—1907) место на кафедре русской истории. Одновременно преподавал на женских курсах специальный курс отечественных древностей. Опубликованная авторизированная запись этих лекций представляла собой одно из первых в России учебных пособий по археологии. С 1907 года действительный член Таврической учёной архивной комиссии.
После начала Первой мировой войны, в 1915 году В. Е. Данилевич переехал в Варшаву, где занял должность старшего ассистента в университете. Вместе с этим университетом попал в эвакуацию в Ростов-на-Дону. В 1917 году поддержал революционные события, выступая по разным южным городам России с публичными лекциями в марксистском и украинофильском духе. В том же году в Ростове-на-Дону возглавил местную организацию Украинской социал-демократической рабочей партии и вел активную политическую деятельность.
С образованием во временно независимой Украине Украинского университета, снова переехал в Киев и стал профессором этого университета (1918—1920). Затем, после установления на Украине советской власти, преподавал в различных школах Киева и образованном на базе университета Киевском институте народного образования (1920—1931), в 1930-х — также в Институте красной профессуры при ВУЦИК (1931). Одновременно руководил Археологической комиссией Украинской Академии наук, с 1919 года — член библиотечной коллегии Народного комиссариата просвещения УССР и комитета для основания Всенародной библиотеки Украины, с 1920 года — председатель коллегии Главного архивного управления Наркомпроса УССР.

## Сочинения
- В. Е. Данилевич. Очерк истории Полоцкой земли до конца XIV столетия. — Киев: Типография Императорского университета св. Владимира, 1896. — 260 с.
- Пути сообщения Полоцкой земли до конца XIV столетия. Юрьев, 1898.
- Донецкое и Хорошевское городища // Сборник Харьковского историко-филологического общества. Т. 13. Харьков, 1902;
- Раскопки курганов около с. Буд и х. Берёзовки Ахтырского уезда Харьковской губернии // Труды XII АС в Харькове. Т. 1. М., 1905;
- Донецкое городище и город Донец // Археологическая летопись Южной России. 1904. Киев, 1905. № 4-5;
- Отчёт о раскопках Курской ГУАК в Курском уезде в мае и июне 1907 г. // Труды Курской ГУАК. Т. 1. Курск, 1911;
- Материалы для археологической карты Курского уезда // Труды Курской ГУАК. Т. 1. Курск, 1911;
- Этнографический музей Харьковского историко-этнографического общества. Харьков, 1911;
- Сведения о курганах и городищах Курского уезда // РГАДА. Ф. 337. Оп. 1. Д. 181. Л. 33-34;
- Отчёт о раскопках в Курском уезде // Архив ИИМК. Ф. 1. Оп. 1907 г. Д. 48;
- Археологічна минувшина Київщини. К., 1925.